# Санта-Моніка (титулярна дияконія)
Титулярна дияконія Санта-Моніка (лат. Diaconia Sanctae Monicae) — титулярна церква, створена Папою Франциском 30 вересня 2023 року. Титулярна дияконія належить капелі Санта-Моніка, що розташована в районі Риму Борго, на п'яцца Сант-Уффіціо. Вона присвячена святій з Карфагена, матері Святого Августина. Капела побудована Джузеппе Момо в 1941 році і є капелою Міжнародного коледжу августинців, неподалік від їхньої Генеральної курії.

## Список кардиналів-дияконів та кардиналів-священників титулярної дияконії Санта-Моніка
- Роберт Френсіс Прево — (30 вересня 2023 — 6 лютого 2025, призначений кардиналом-єпископом Альбано).

Станом на 6 лютого 2025 року посада диякона є вакантною.